# منتزه جرو مورن الوطني
يعتبر منتزه جرو مورن الوطني من مواقع التراث العالمي ويقع على الساحل الغربي لنيوفنلند، وهو ثاني أكبر منتزه وطني في كندا الأطلسية حيث يمتد على مساحة 1805 كيلومتر مربع، بعد منتزه جبال تورنجات الوطني الذي تبلغ مساحته 9600 كيلو متر مربع.
سُمي المنتزه على اسم ثاني أعلى قمة جبل في نيوفنلند (على ارتفاع 2644 قدم) الواقع داخل المنتزه، ومعنى الاسم بالفرنسي "جبل كبير يقف وحيداً"، وهو واحد من مجموعة جبال نائية في سلسلة جبال الأبلاش تمدد طول الساحل الغربي للجزيرة، وهي بقايا نحت سلسلة جبال تكونت منذ القدم. ويقدم المنتزه مثالاً نادر لعملية الانجراف القاري، حيث تكون القشرة المحيطية وصخور وشاح الأرض مكشوفة.
أُسست محمية جرو مورن في عام 1973، ولم تصبح منتزه وطني إلا في الأول من أكتوبر 2005.

## طبيعة الأرض
تتضمن تكوينات صخور المنتزه، التي اشتهرت بفضل روبرت ستيفين وهارولد ويليامز، من القشرة المحيطية وصخور وشاح الأرض المكشوفة بسبب عملية طفو الصفائح التكتونية، بالإضافة إلى الصخور الرسوبية التي تكونت خلال العصر الأوردوفيسي وصخور الجرانيت من العصر ما قبل الكمبري والصخور النارية من العصر الباليوزي.